# Брайант, Уильям Каллен
Уильям Каллен Брайант (Брайент; англ. William Cullen Bryant; 3 ноября 1794 — 12 июня 1878) — американский поэт, журналист и редактор газеты «New York Post».

## Биография
Уильям Каллен Брайант родился 3 ноября 1794 года в городе Куммингтоне (англ. Cummington; штат Массачусетс, США).
Уже в 1808 году он написал политическую сатиру на президента США Томаса Джефферсона: «The Embargo», изданную в Бостоне и привлёкшую всеобщее внимание.
На 16 году жизни он поступил в Вильям-колледж, где приобрел солидные познания в древних языках, а затем посвятил себя (с 1812 года) изучению права и в 1815 году стал адвокатом в Грейт-Баррингтоне. Здесь он написал отличающееся богатством мысли и гармоничностью стиха стихотворение: «Thanatopsis», появившееся в 1816 году в «North American Review», и большое политическое произведение: «The Ages», имеющее темой постепенное развитие человеческого рода.
Несмотря на то, что он имел в Грейт-Баррингтоне значительную практику, в 1825 году Брайант решил отказаться от адвокатуры и переселиться в Нью-Йорк. На новом месте жительства он сначала сотрудничал в издававшемся Сандсом «Atlantic Magazine», переименованном затем в «New-York Review», для которого Брейент и написал «Hymn to Death». Когда в 1826 году этот журнал прекратил издаваться, Брайант стал редактором «New York Evening Post», одной из наиболее уважаемых нью-йоркских газет того времени, где он неустанно ратовал за свободу торговли и против рабства, а в 1856 году стал одним из инициаторов создания республиканской партии США.
В поэзии Уильям Каллен Брайант создал прекрасные картины американской природы, заложил основы американской поэтической традиции, которую блистательно продолжил Уолт Уитмен. Также Брайант — один из лучших переводчиков Гомера на английский язык. В конце XIX — начале XX века на страницах «Энциклопедического словаря Брокгауза и Ефрона» давалась следующая оценка его поэтическому творчеству: «Как поэт, Брейент очаровывает мелодиею языка, чистотою чувства, философским, но отнюдь не туманным взглядом на жизнь, благородною моралью и глубоким пониманием красот природы».
Успешно занимался журнально-публицистической и общественной деятельностью. Один из главных представителей Авраама Линкольна на востоке США. Внёс значительный вклад в основание музея Метрополитен. Сподвижник Школы реки Гудзон и близкий друг Томаса Коула. Инициатор создания Центрального парка в Нью-Йорке.
В округе Манхэттен в честь Брайанта назван Брайант-парк.
На русском языке произведения Брайанта печатались в переводах А. Плещеева и М. Зенкевича.

## Сочинения
- Брайент В. К. Лекции о поэзии // Эстетика американского романтизма. — М.: Искусство, 1977. — С. 32-67.